# Карълайн Гудъл
Карълайн Гудъл (на английски: Caroline Goodall) е британско-австралийска филмова актриса.

## Биография
Родена е на 13 ноември 1959 г. в Лондон. Родителите на Гудъл са австралийци, имигранти в Обединеното Кралство. Завършва актьорско майсторство в университета в Бристол. Скоро след това Стивън Спилбърг я забелязва и я включва във филмите си Hook (1991) и Списъкът на Шиндлер (1993). Оттогава нататък Гудъл може да се види само в успешни тв и кино филми.
Каролайн Гудъл е омъжена за италианския оператор Никола Пекорини, с когото има две деца.

## Филмография
- Най-доброто в мен (2014)
- The Elevator: Three Minutes Can Change Your Life (2013)
- Нимфоманка (2013)
- The White Queen (2013) (сериал)
- Third Person (2013)
- Откачалки (2012)
- Студена светлина (2012)
- Моята голяма гръцка свалка (2009)
- Дориан Грей (2009)
- Повелителят на крадците (2006)
- The Chumscrubber (2005)
- Дневниците на принцесата 2 (2004)
- Преследването на Либърти (2004)
- Shattered Glass (2003)
- Аз и доспожа Джоунс (2002)
- Дневниците на принцесата (2001)
- Мъглите на Авалон (2001) (минисериал)
- White Squall (1996)
- Disclosure (1994)
- Списъкът на Шиндлер (1993)
- Катерачът (1993)
- Хук (1991)